# Château d'Eymet
Le château d'Eymet (ou château de la Bastide) est un château français implanté sur  la commune d'Eymet dans le département de la Dordogne, en région Nouvelle-Aquitaine.
Il fait l'objet d'une inscription au titre des monuments historiques.

## Situation
Le château d'Eymet se situe à l'intérieur et en bordure nord-ouest de la bastide d'Eymet, à moins de 100 mètres du Dropt.

## Historique
Le château fut construit au XIIIe siècle, avant la création de la bastide dans l'enceinte de laquelle il fut intégré.
En 1377, les troupes de Bertrand Du Guesclin prirent le château aux Anglais.
Le logis fut reconstruit au XIXe siècle.
Une partie du château est depuis 1963 transformée en musée.
L'ensemble des bâtiments du château ainsi qu'une partie du mur d'enceinte occidental sont inscrits au titre des monuments historiques depuis le 30 décembre 1994.

## Architecture
Les côtés nord et ouest qui donnent à l'extérieur de la bastide sont protégés par une enceinte et, au nord, par une porte surmontée d'un poste de défense.
L'est et le sud donnent à l'intérieur de la bastide. Le côté oriental offre un logis du XIXe siècle. Au sud, l'enceinte défensive est importante, présentant à l'angle occidental d'une échauguette, en son centre la porte d'accès surmontée d'une bretèche et à l'est, un donjon carré massif : la tour Monseigneur.

## Galerie

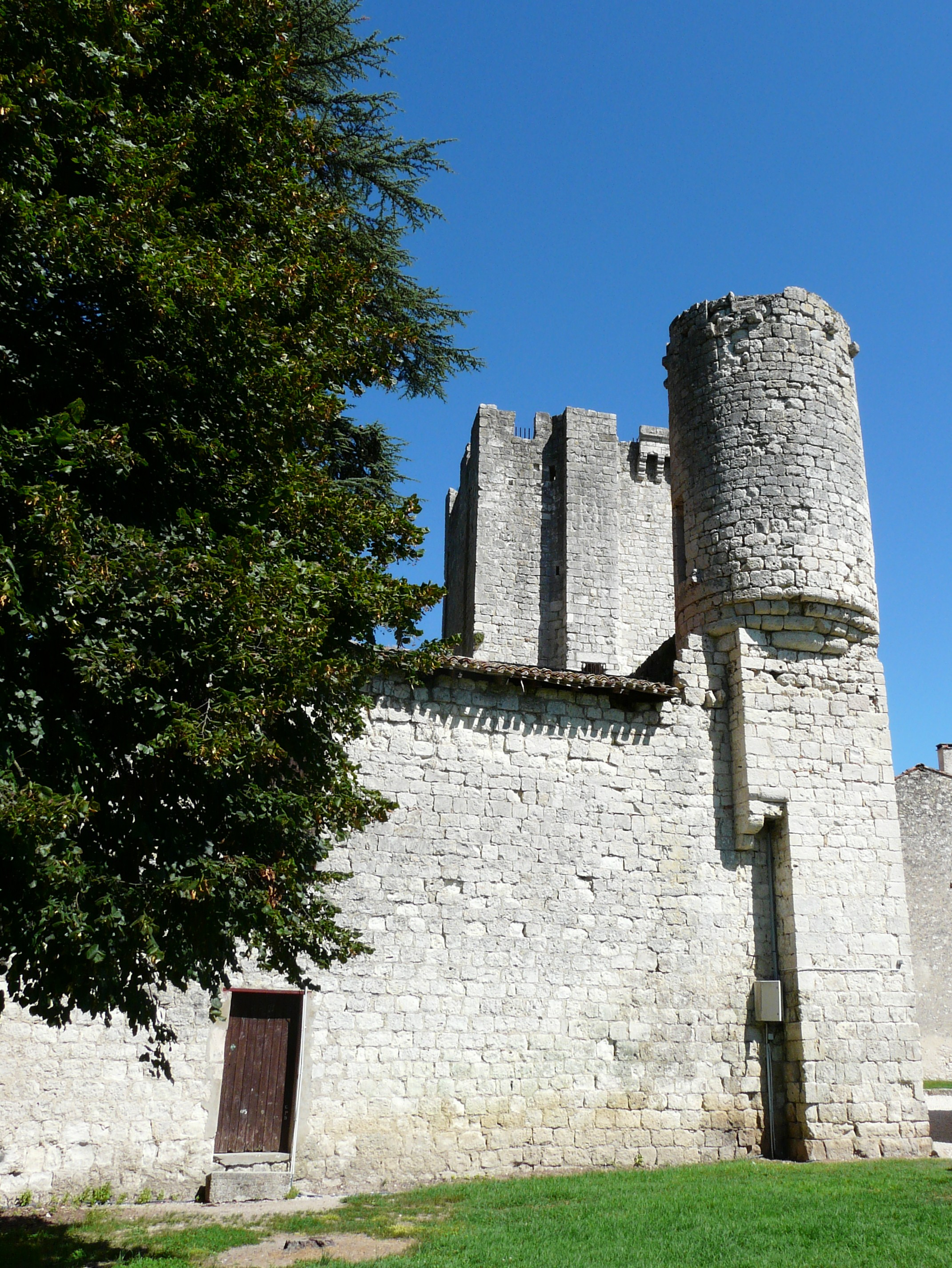
L'échauguette.
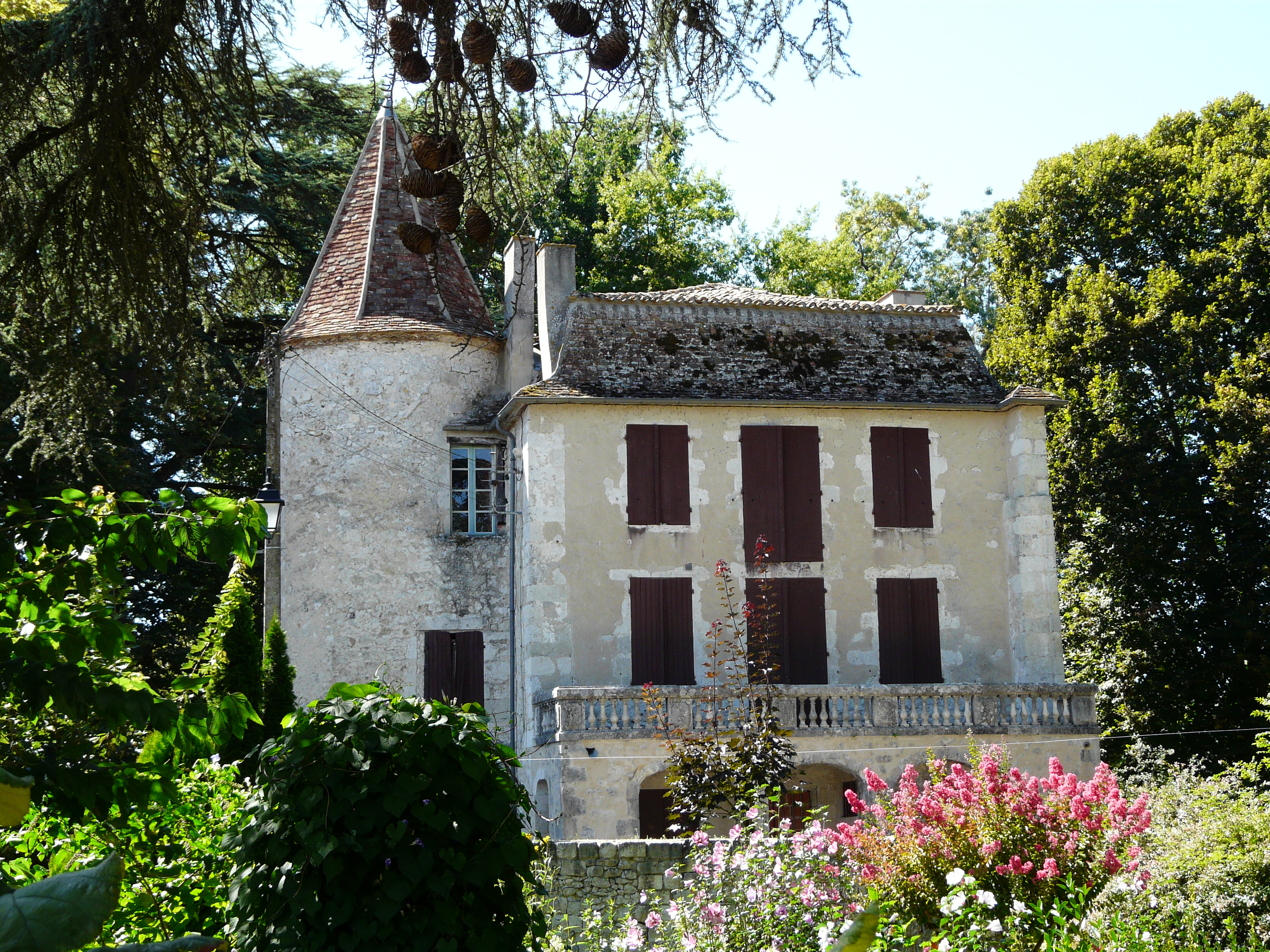
Le logis.
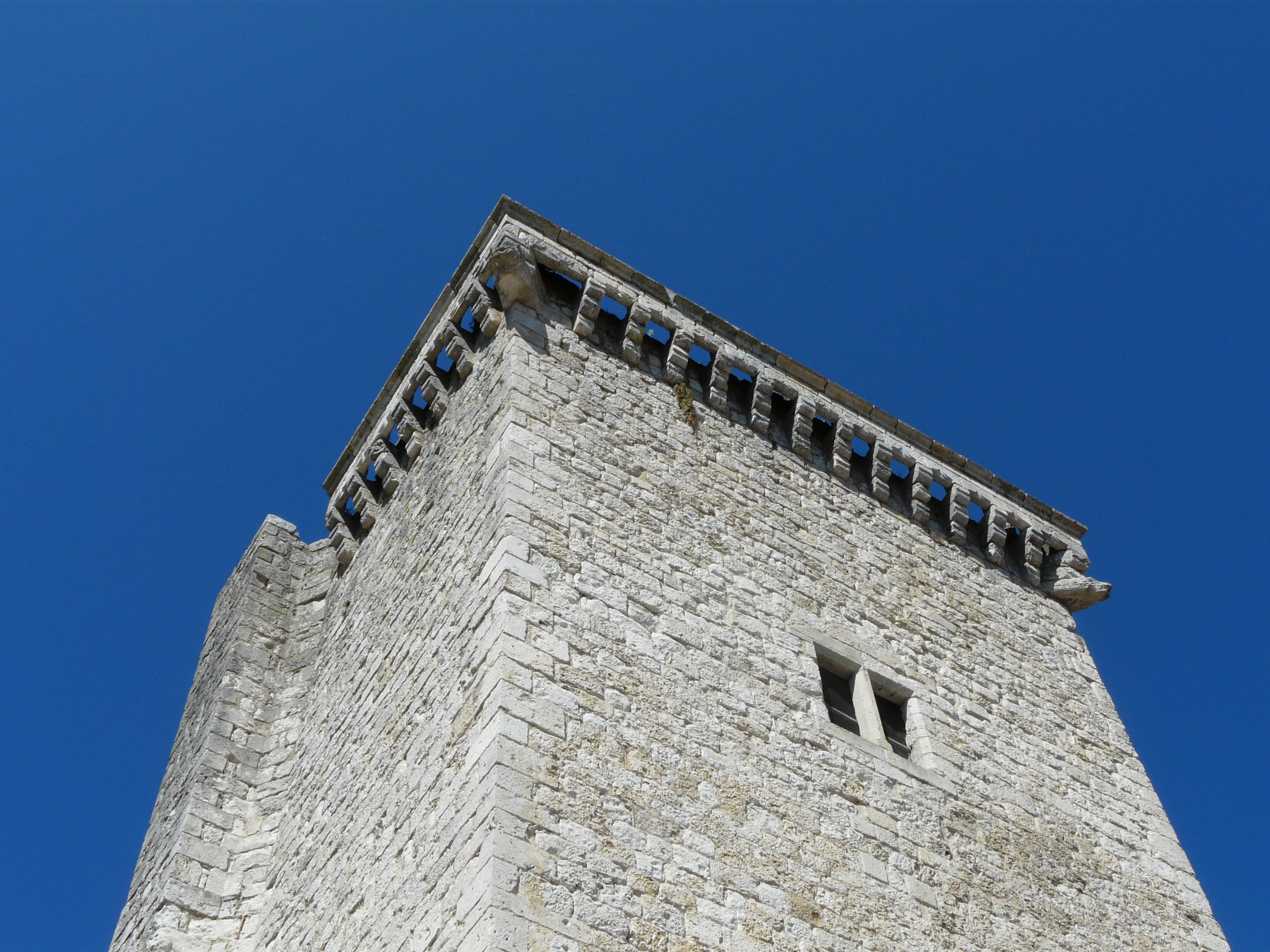
Le sommet de la tour Monseigneur.
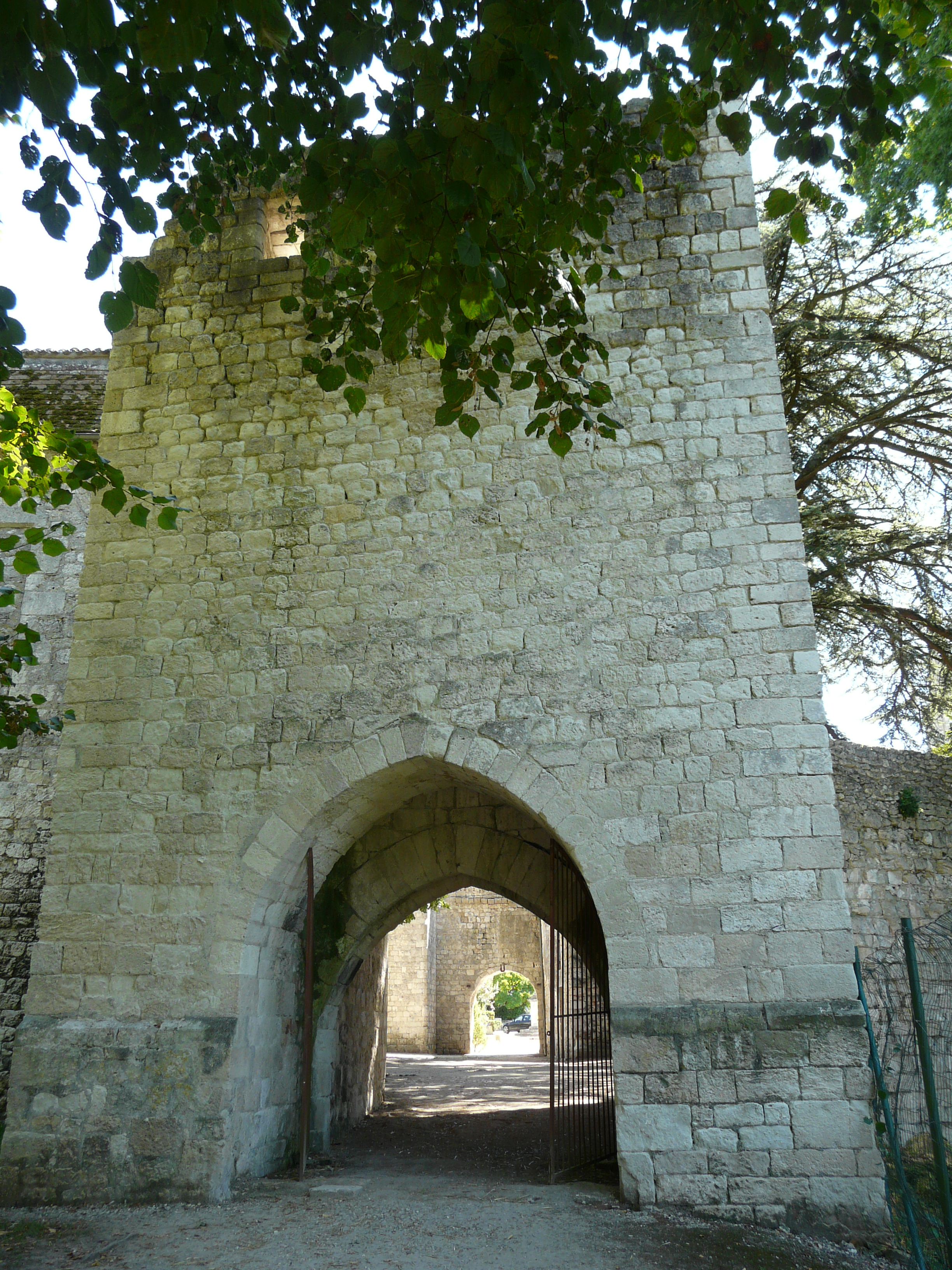
La porte nord.